# Lackeen Castle
Lackeen Castle er et beboelsestårn fra 1100-tallet, der ligger inden for en forsvarsmur. Den fungerede som forsvarsværk for O'Kennedy-familien, og blev genopbygget i 1500-tallet.
Borgen er et national monument og er eget af staten. Den ligger i byområdet Abbeville nær Lorrha i County Tipperary. Det er kun åbent for offentligheden ved særlige lejligheder. Tæt ved findes Lackeen House, der er opført omkring 1730.